# Татарское Адельшино
Татарское Адельшино (тат. Татар Гаделшасы) — село в Чистопольском районе Татарстана. Административный центр Адельшинского сельского поселения. Население в 2021 году — 429 человек. В начале XX века действовали 2 мечети.

## Этимология
Топоним произошёл от этнонима «татар» и антропонима «Гаделша».

## География
Находится в бассейне реки Большая Бахта, в 25 км к юго-западу от города Чистополя.

## История
Основано в первой половине XVIII века. До 1860-х годов жители относились к сословию государственных крестьян, выполняли лашманскую повинность. Занимались земледелием, разведением скота, мукомольным промыслом.
В «Списке населенных мест по сведениям 1859 года», изданном в 1866 году, населённый пункт упомянут как казённая и владельческая деревня Адельшина 2-го стана Чистопольского уезда Казанской губернии. Располагалась при ключе Студеном, по правую сторону Казанско-Бугульминской транспортной дороги, в 30 верстах от уездного города Чистополя и в 18 верстах от становой квартиры в казённом пригороде Билярске (Буляре). В деревне в 83 дворах жили 928 человек (461 мужчина и 467 женщин). Была мечеть.
По сведениям переписи 1897 года, в деревне Адальшино I Чистопольского уезда Казанской губернии жили 1063 человека (516 мужчин и 547 женщин), из них 1053 мусульманина.
В начале XX века действовали 2 мечети (были построены в 1864 и 1892 гг.), 3 мельницы, крупообдирка, 3 мелочные лавки. В этот период земельный надел сельской общины составлял 1732 десятины. До 1920 село входило в Муслюмкинскую волость Чистопольского уезда Казанской губернии. С 1920 года в с составе Чистопольского кантона ТАССР. С 10.08.1930 в Чистопольском районе. 

## Население
Постоянных жителей было: в 1782 — 146 душ мужского пола, в 1859 — 928, в 1897 — 1260, в 1908 — 1418, в 1920 — 1049, в 1926 — 1353, в 1938 — 891, в 1949 — 544, в 1958 — 523, в 1970 — 697, в 1979 — 561, в 1989 — 512, в 2002 — 585 (татары 100 %), в 2008 — 523, в 2010 — 531, в 2021 — 429 человек.

## Экономика
Жители занимаются полеводством, молочным скотоводством, свиноводством, имеют 153 личных подсобных хозяйства. В селе действуют крестьянские (фермерские) хозяйства, работают мини-фермы.

## Инфраструктура
В селе действуют средняя школа, детский сад, дом культуры, фельдшерско-акушерский пункт, библиотека, отделение почтовой связи, отделение Сбербанка.

## Религия
Мечеть.